# Acanthostichus arizonensis
Acanthostichus arizonensis é uma espécie de inseto do gênero Acanthostichus, pertencente à família Formicidae.